# 성환중학교
성환중학교(成歡中學校)는 대한민국 충청남도 천안시 서북구 성환읍 성환리에 있는 공립 중학교이다.

## 학교 연혁
- 1952년 4월 28일 : 성환중학교 설립인가(6학급)
- 1953년 5월 30일 : 제1회 입학식 거행(120명)
- 2023년 9월 1일 : 제32대 신현숙 교장 부임
- 2025년 1월 9일 : 제70회 졸업식(109명, 총 20,597명)
- 2025년 3월 4일 : 제73회 입학식(85명)

## 참고 자료
- 성환중학교 - 한국교육학술정보원 학교알리미